# Anjo caído

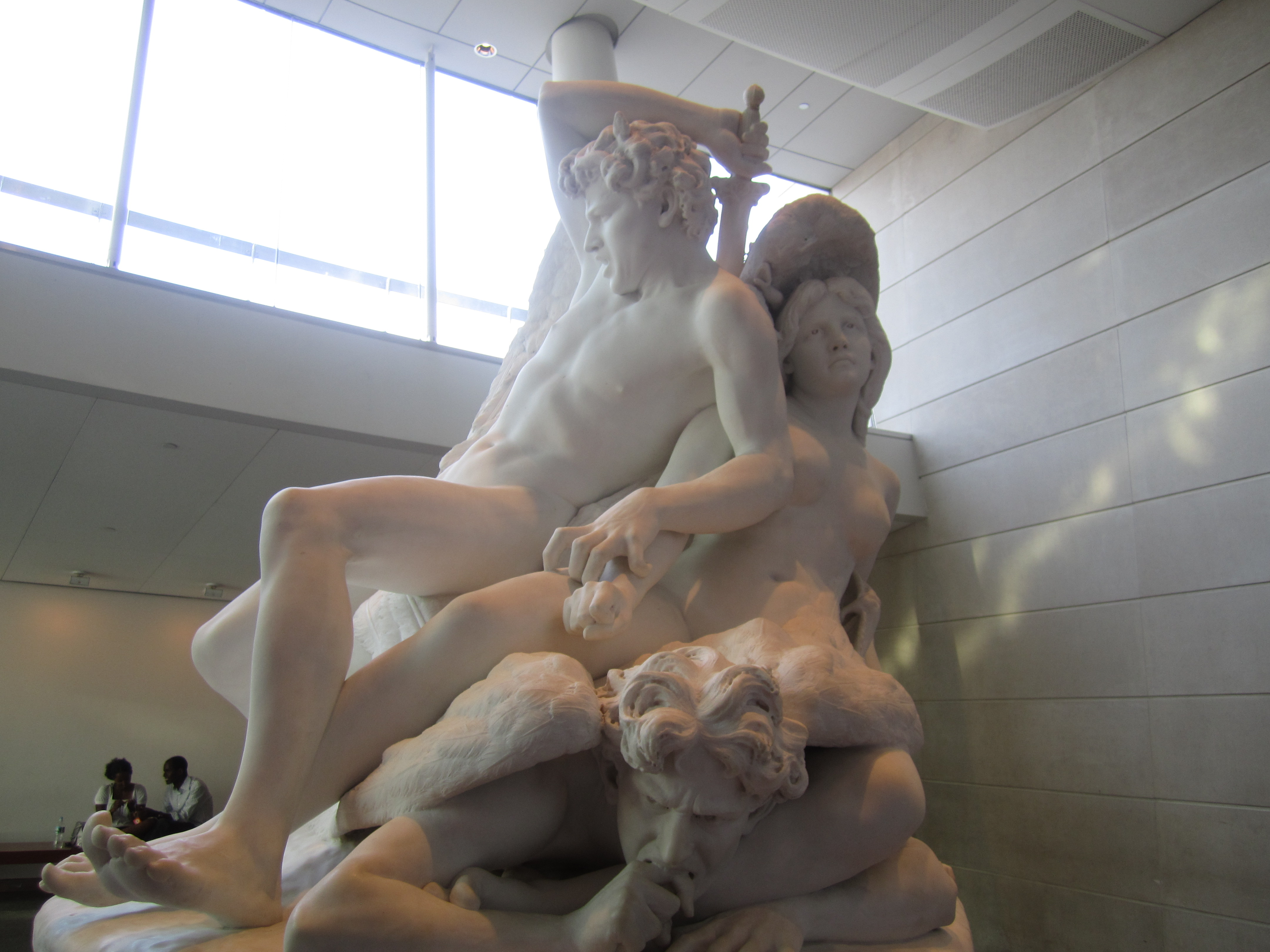
Os Anjos Caídos (1893), escultura por Salvatore Albano. Museu de Brooklyn, Nova York.

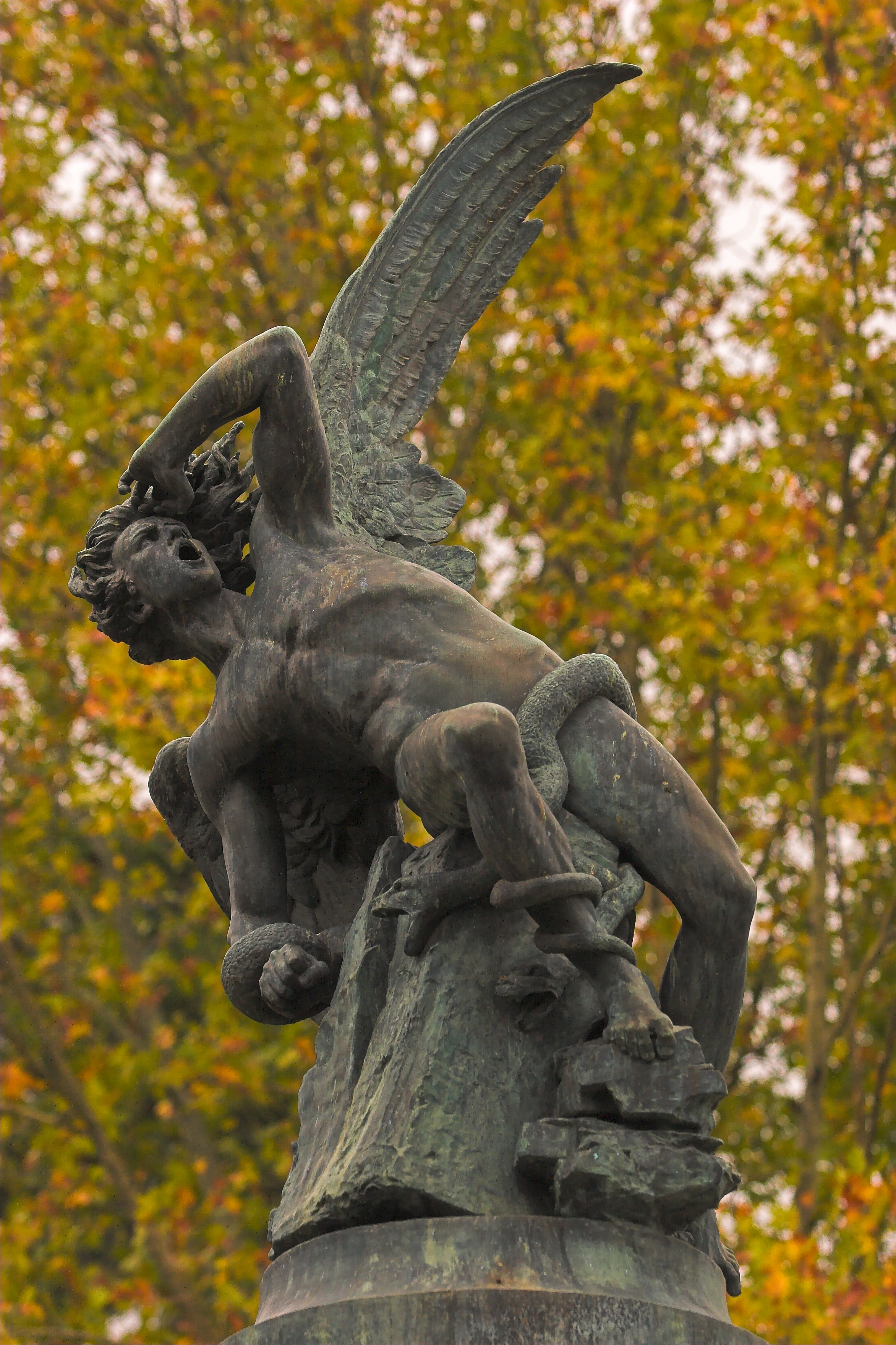
Fonte do Anjo Caído (1877), de Ricardo Bellver. Parque do Retiro, Madrid.

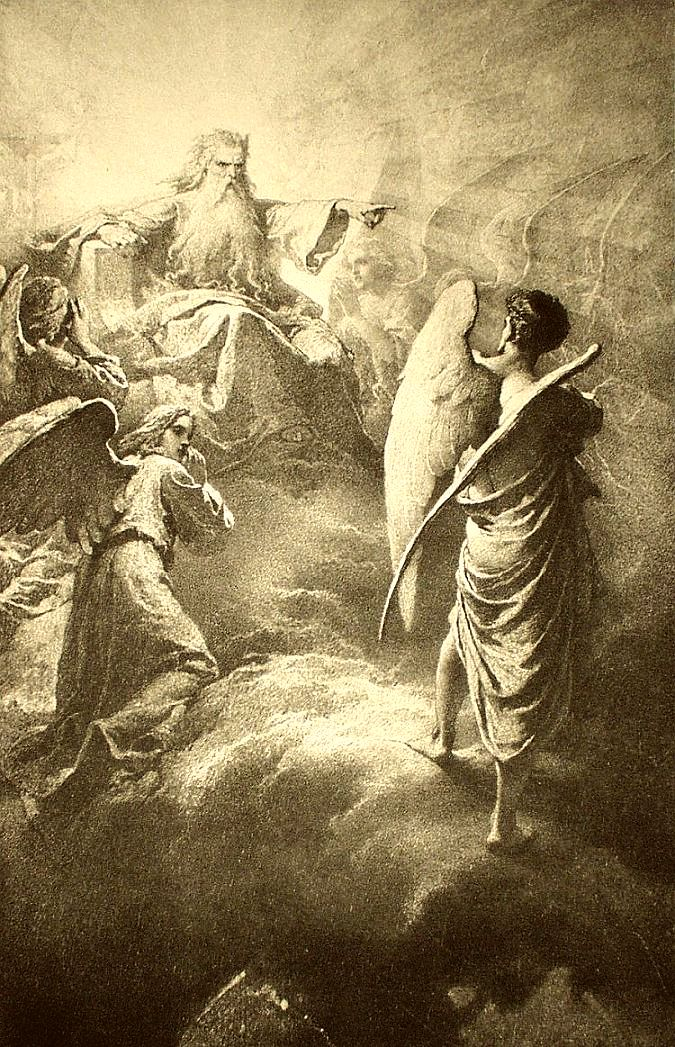
Quadro de Mihály Zichy, intitulado "Lúcifer". Mostra o desterro de um Lúcifer de compleição débil dos Céus por um Deus imponente e ameaçador, luminoso e austero.

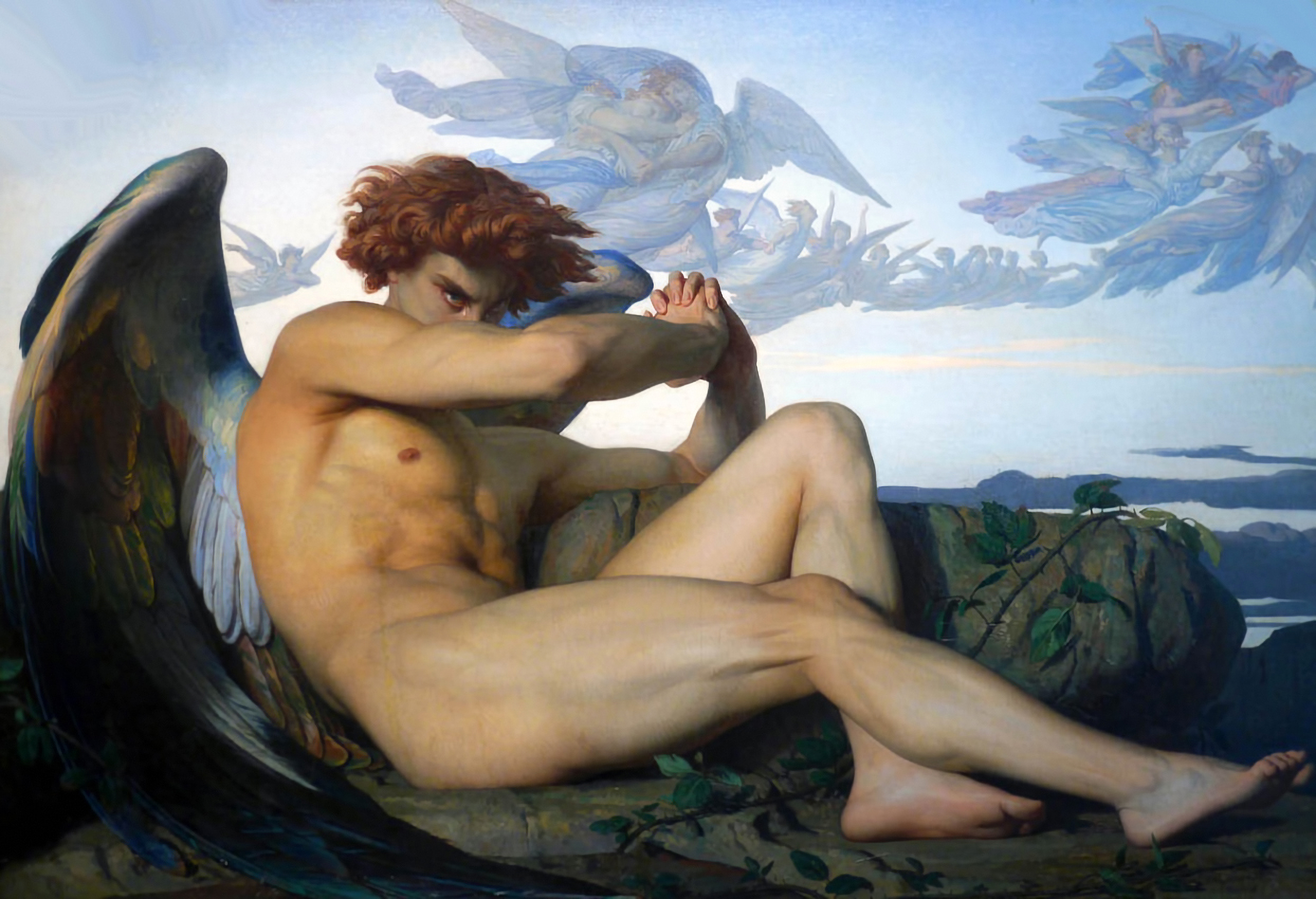
O Anjo Caído (1847), de Alexandre Cabanel, representando Lúcifer.

Nas teologias protestante e católica, o Anjo Caído, ou Decaído [também nefilim, por vezes mesmo querubim em certos livros pseudocanônicos (i.e. apócrifos, aqueles excluídos do cânone bíblico), é o anjo que, cobiçando um maior poder, se acaba entregando "às trevas e ao pecado" e é expulso do Paraíso. A expressão "anjo caído" indica que é este, justamente, um anjo que caiu dos céus. O mais famoso dos Anjos Caídos é o próprio Lúcifer. O termo literal "anjo caído" não aparece em nenhum texto religioso abraâmico, mas é utilizado para descrever anjos expulsos do céu ou anjos que pecaram. Estes anjos tentam muitas vezes os humanos a pecar.
A ideia de anjos caídos deriva do Livro de Enoque, um texto religioso pseudepigráfico apocalíptico judaico, ou a suposição de que os "filhos de Deus " (בני האלוהים) mencionados em Génesis 6:1–4 são anjos. No período imediatamente anterior à composição do Novo Testamento, algumas seitas do Judaísmo do Segundo Templo identificaram estes mesmos "filhos de Deus" como anjos caídos. Durante o final do período do Segundo Templo, os Nefilins eram considerados descendentes monstruosos dos anjos caídos e das mulheres humanas. Nesses relatos, Deus envia o Grande Dilúvio para purificar o mundo destas criaturas; os seus corpos são destruídos, mas as suas almas peculiares sobrevivem, vagueando pela terra como demónios. O Judaísmo Rabínico e primeiras autoridades cristãs após o século III rejeitaram os escritos Enoquianos e a noção de uma união ilícita entre anjos e mulheres que originariam híbridos. A teologia cristã indica que os pecados dos anjos caídos ocorrem antes do início da história humana. Consequentemente, os anjos caídos foram identificados com aqueles que eram liderados por Lúcifer em rebelião contra Deus, também equiparados a demónios.
No Islão, a crença em anjos caídos é contestada. Na antiga exegese do Alcorão (tafsīr) existem duas opiniões distintas em relação à obediência dos anjos, girando muitas vezes em torno da natureza de Iblīs (Satanás em Islão). Segundo o ponto de vista de Ibn Abbas (619–687), Iblis era um anjo criado a partir do fogo (nār as-samūm) , enquanto que de acordo com Hasan de Bassorá (642–728), foi o progenitor dos jinn. Hasan al-Basri defendeu que os anjos são incapazes de pecar. Para eliminar as possibilidades de anjos caídos, interpreta ainda Harut e Marut, mencionado na Surah 2:102, como malikayn (reis) em vez de malāʾikah' ' (anjos). Ibn Abbas, por outro lado, afirma que o versículo na Sura 18:50: "á excepção de Iblis, ele era um dos génios", significa que "ele era um dos habitantes do paraíso", e geralmente permite o conceito de anjos caídos dentro da tradição islâmica.
Os historiadores discutiram a relação entre os “génios” do Corão e os anjos caídos na teologia cristã. Algumas das principais questões para tal relacionamento é que os primeiros não são identificados como "anjos" e que, ao contrário dos anjos, são descritos como ascendendo ao céu, onde escutam segredos celestiais. Nas tradições islâmicas clássicas, os jinn são frequentemente considerados uma raça de pré-adamitas, que habitaram na Terra antes da criação da humanidade. Os Anjos Caídos são bastante comuns em histórias de conflito entre o bem e o mal.
São sete os Anjos Caídos, como o são popularmente conhecidos. Destes, foram expulsos:
- Três por inflarem ambições;
- Dois por incorrerem no amor;
- Um, Azazel, por ajudar Lúcifer a alçar-se ao poder;
- Um por razão desconhecida, mas possivelmente, também, por vinculações indecorosas com Lúcifer.

## Aparência

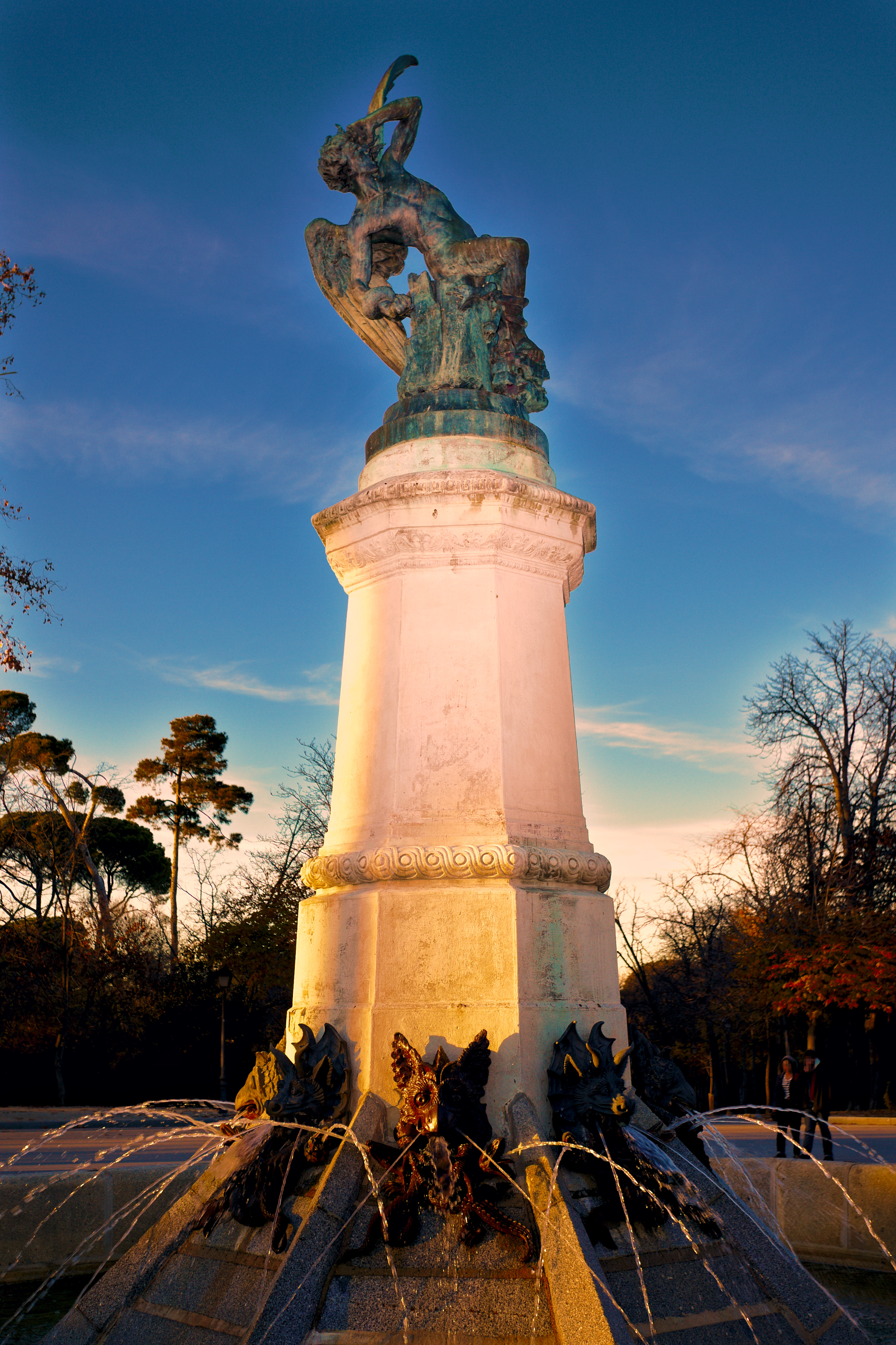
Fonte do Anjo Caído (Ricardo Bellver, 1877). Jardins do Retiro, Madrid (Espanha).

Existem várias imagens de um Anjo Caído, algumas muito parecidas com a de um "Anjo Luminoso". Entre elas, podemos citar: um homem com grandes e negras asas de morcego; um anjo sem o seu halo e com as asas de penas negras; um homem com a metade direita com asas de anjo e a metade esquerda com asas de demônio, um anjo bom com uma asa quebrada e até mesmo como um anjo comum, porém sem o carisma e a graça angelical deste.